# Джозефин Бейкър
Джозефин Бейкър (на английски: Josephine Baker) или Жозефѝн Бакѐр (на френски: Joséphine Baker) е американско-френска танцьорка, певица и актриса. Наричана е „Бронзовата Венера“ и „Черната перла“.

## Биография
Родена е на 3 юни 1906 г. в Сейнт Луис, Мисури, в семейството на афроамерикански музиканти; те се разделят малко по-късно. 
На 13-годишна възраст майка й я жени за доста по-възрастен от нея мъж, но бракът им продължава само няколко седмици. През 1921 г. се жени за железничаря Били Бейкър и макар че се развежда с него през 1925 г., продължава да носи името му до края на живота си.
Започва творческата си кариера на 16-годишна възраст. През 1925 г. заминава за Франция, където се превръща в звезда на вариететните представления. През 1926 – 1927 г. е звезда на известното кабаре „Фоли Бержер“ в Париж. През 30-те години на XX век започва да работи не само като танцьорка, но и като певица. 
Заради провокационните (в духа на американската бурлеска) й костюми и танци, нейни представления са забранени в ред европейски градове като Прага, Будапеща, Мюнхен, Виена. Също така, независимо от успешната си кариера, Бейкър често е подлагана на расистки нападки. Самата тя е виден анти-расистки активист.
През 1937 г. получава френско гражданство. По време на Втората световна война тя се намира във Франция и в Северна Африка. Изнася представления пред френските войски и работи за Съпротивата и разузнаването. Получава удостоверение за летец и става лейтенант. 
От 1947 г. живее в замъка Шато де Миланд в Южна Франция. По това време се жени за Жо Буйон, но през 1957 г. се разделят, а през 1961 г. се и развеждат.
През 1956 г. се отказва от сцената, но се завръща отново през 1961 година, като в 1973 г. изнася концерти в „Карнеги Хол“. Като протест срещу расизма тя осиновява 12 деца с различен цвят на кожата. Написва и няколко автобиографични книги.
В 1970 година Джозефин Бейкър идва в България и изнася рецитал на международния фестивал „Златния Орфей“ в Слънчев бряг. Пътува и из Източна Европа и Южна Америка.
През 1975 г. тя отпразнува юбилей – 50-годишна сценична дейност. Малко след това умира от кръвоизлив в мозъка. Погребана е в гробището Монако в Монте Карло.